# 贵阳国际生态会议中心
贵阳国际生态会议中心是一座位于贵州省贵阳市观山湖区的会议中心，位於观山东路以北、长岭北路以西，紧邻贵阳市市级行政中心及原生态观山湖公园，并与贵阳国际金融中心及观山湖金融城相望。

## 图库

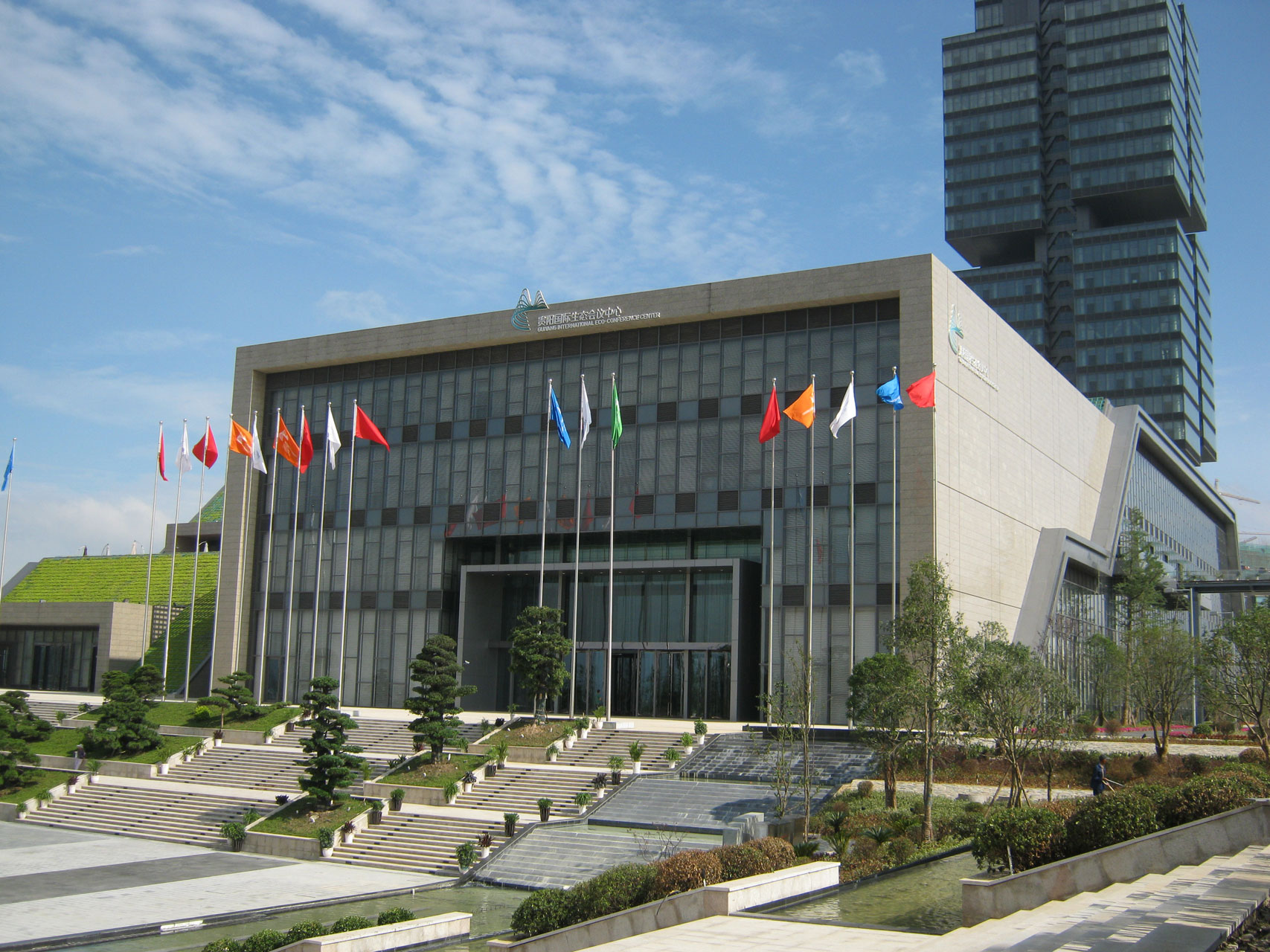
生态会议中心正门
生态会议中心与201大厦一览
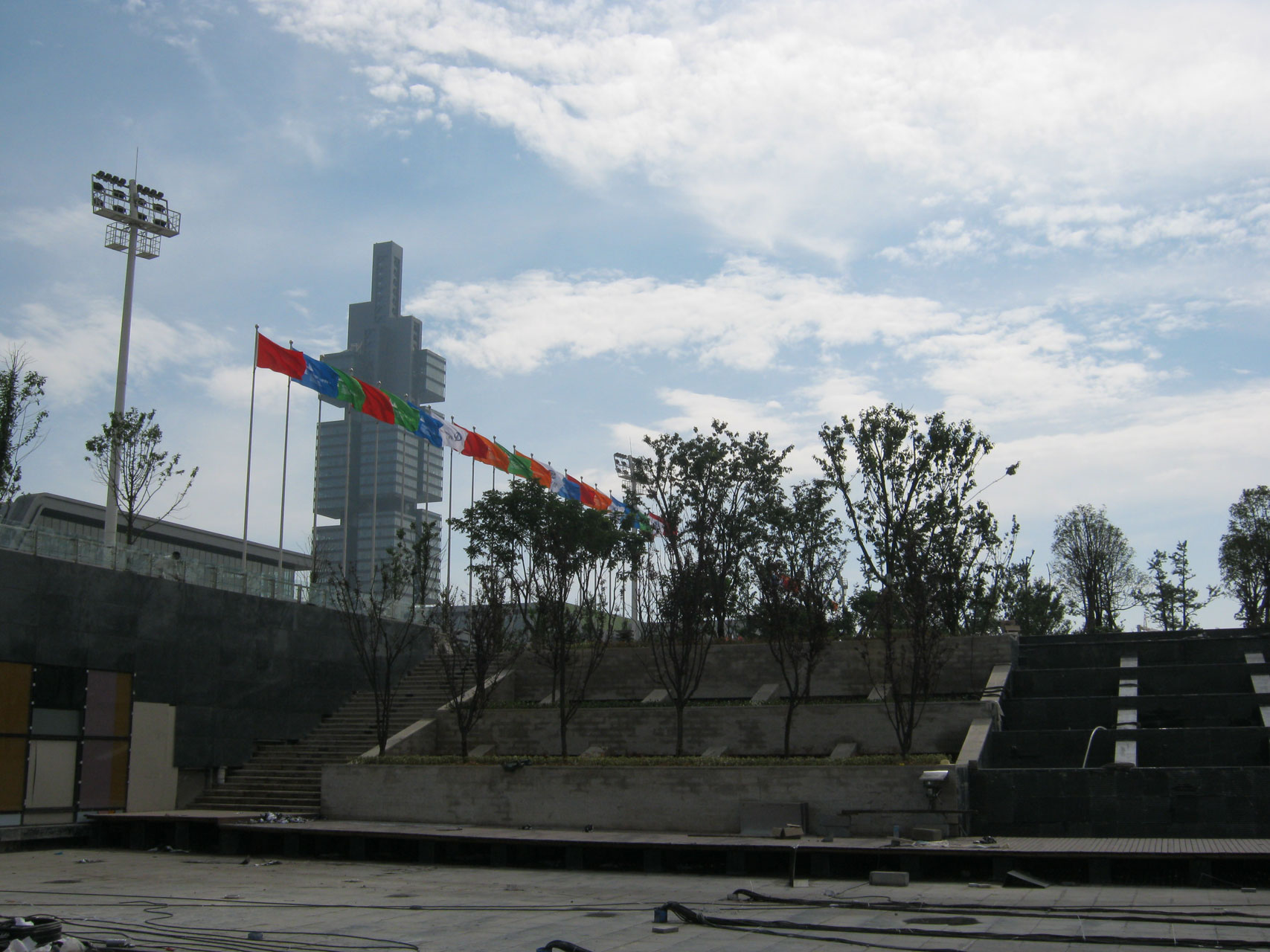
生态会议中心与201大厦一览
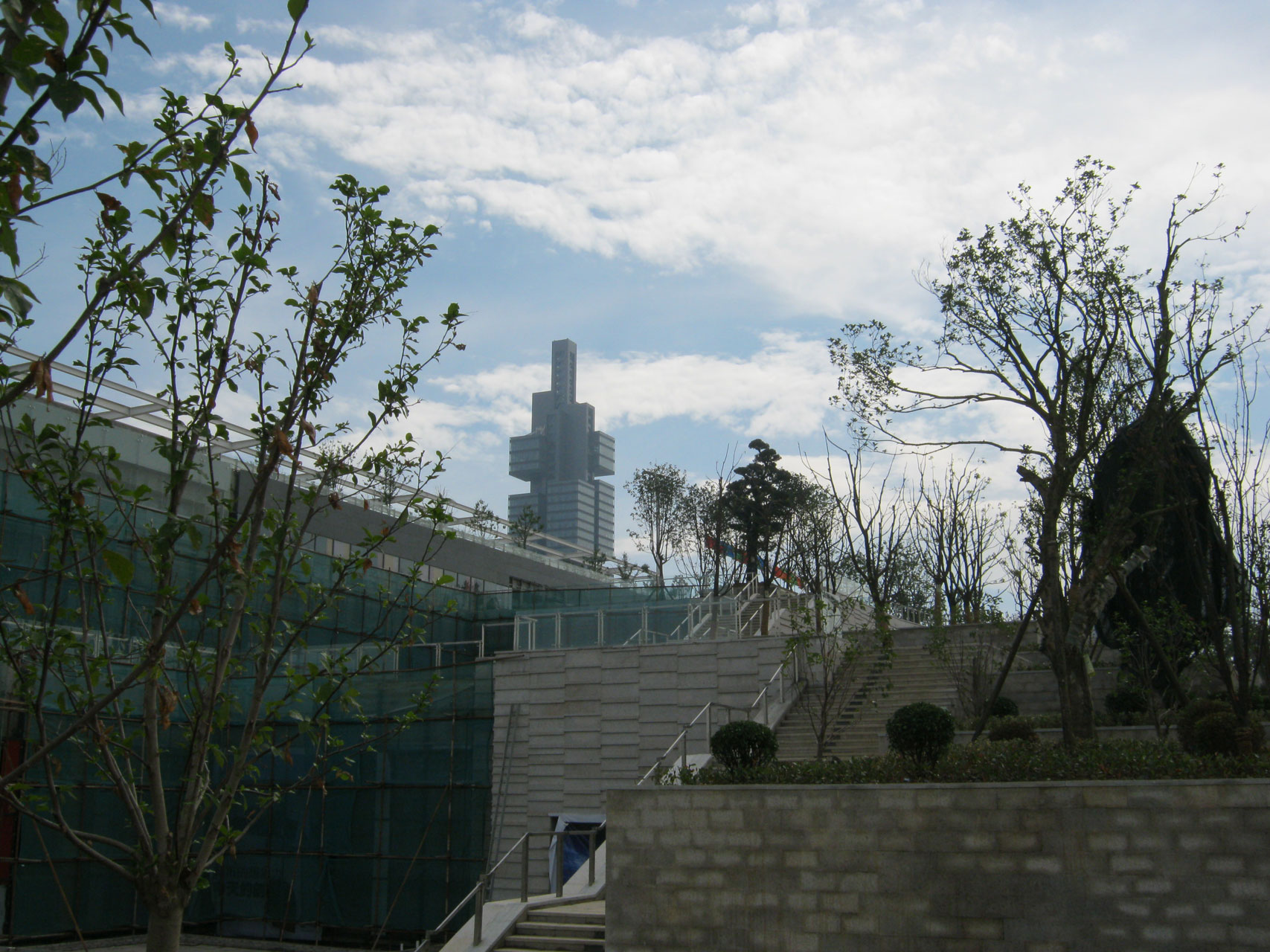
生态会议中心与201大厦一览